# Maroua
Maroua is de hoofdstad van de regio Extrême-Nord en van het departement Diamaré in Kameroen. Ze telt ongeveer 400.000 inwoners.
De stad is een belangrijke marktplaats voor landbouwproducten.
Er leven verschillende bevolkingsgroepen, waaronder Guiziga, Fulbe, Moundang, Toupouri en Mafa.

## Geografie
De stad ligt aan de rivier Kaliao aan de voet van het Mandaragebergte.
Er heerst een droog en warm klimaat, bijna halfwoestijn.
Er zijn wegverbindingen met Mokolo, Bogo en Garoua en van daaruit naar Nigeria.

## Religie
De stad is overwegend islamitisch.
Sinds 1973 is de stad co-zetel van een rooms-katholiek bisdom.

## Geboren
- Tilo Frey (1923-2008), Kameroens-Zwitsers politica

- Gemeinsame Normdatei: 4258492-9
- Library of Congress Control Number: n83306375
- Nationale Bibliotheek van Israël: 987007555389405171
- Virtual International Authority File: 153649975